# David Brabham
David Brabham (London, 1965. szeptember 5. –) ausztrál autóversenyző, a 2009-es Le Mans-i 24 órás verseny győztese. Édesapja, Jack Brabham háromszoros (1959, 1960, 1966) Formula–1-es világbajnok, két bátyja, Gary és Geoff szintén autóversenyzők.

## Pályafutása
1983-ban gokart-versenyzéssel kezdte pályafutását. 1986-ban negyedik lett az ausztrál Formula–Ford-bajnokságban, majd 1987-ben megnyerte az ausztrál Formula–2-kupát.
1988-ban és 1989-ben a brit Formula–3-as sorozat futamain vett részt. Az 1989-es szezonban hat futamgyőzelmet szerzett, és végül szoros versenyben nyerte meg a bajnoki címet Allan McNish előtt. Ebben az évben győzött a makaói nagydíjon is.

### Formula–1
1990-ben az édesapja által alapított Brabham-istállónál versenyzett a Formula–1-es világbajnokságon. David a svájci Gregor Foitek helyét vette át a csapatnál, a San Marinó-i nagydíjtól. A szezon tizennégy versenyén vett részt, melyből mindössze nyolc alkalommal tudta kvalifikálni magát a futamokra is. Egyedül a francia nagydíjon ért célba, ahol tizenötödik lett.
1991-ben a nemzetközi Formula-3000-es sorozat, és a sportautó-világbajnokság futamain indult, valamint megnyerte a Spa-i 24 órás viadalt.
1992-ben és 1993-ban a Footwork tesztpilótája volt.
1994-ben újra versenyzői szerepet kapott a világbajnokságon. A Simtek alakulatával a szezon összes versenyén részt vett. Csapattársa, Roland Ratzenberger a San Marinó-i nagydíj időmérőedzésén életét vesztette. A történtek ellenére David rajthoz állt a futamon. Pontot ebben az évben sem szerzett, legjobb eredményét a spanyol versenyen teljesítette, ahol tizedik lett.

### Formula–1 után
1995 óta különböző túraautó-bajnokságokban, és hosszútávú versenyeken szerepel.
1996-ban John Nielsenel együtt megnyerte a GT500-as japán túraautó-bajnokságot, 1997-ben bátyjával, Geoffal pedig győzött a Bathurst 1000-es viadalon. Több bajnoki címet szerzett az amerikai Le Mans-szériában, valamint 2009-ben, Alexander Wurz és Marc Gené váltótársaként első lett a Le Mans-i 24 órás versenyen.

## Sikerei

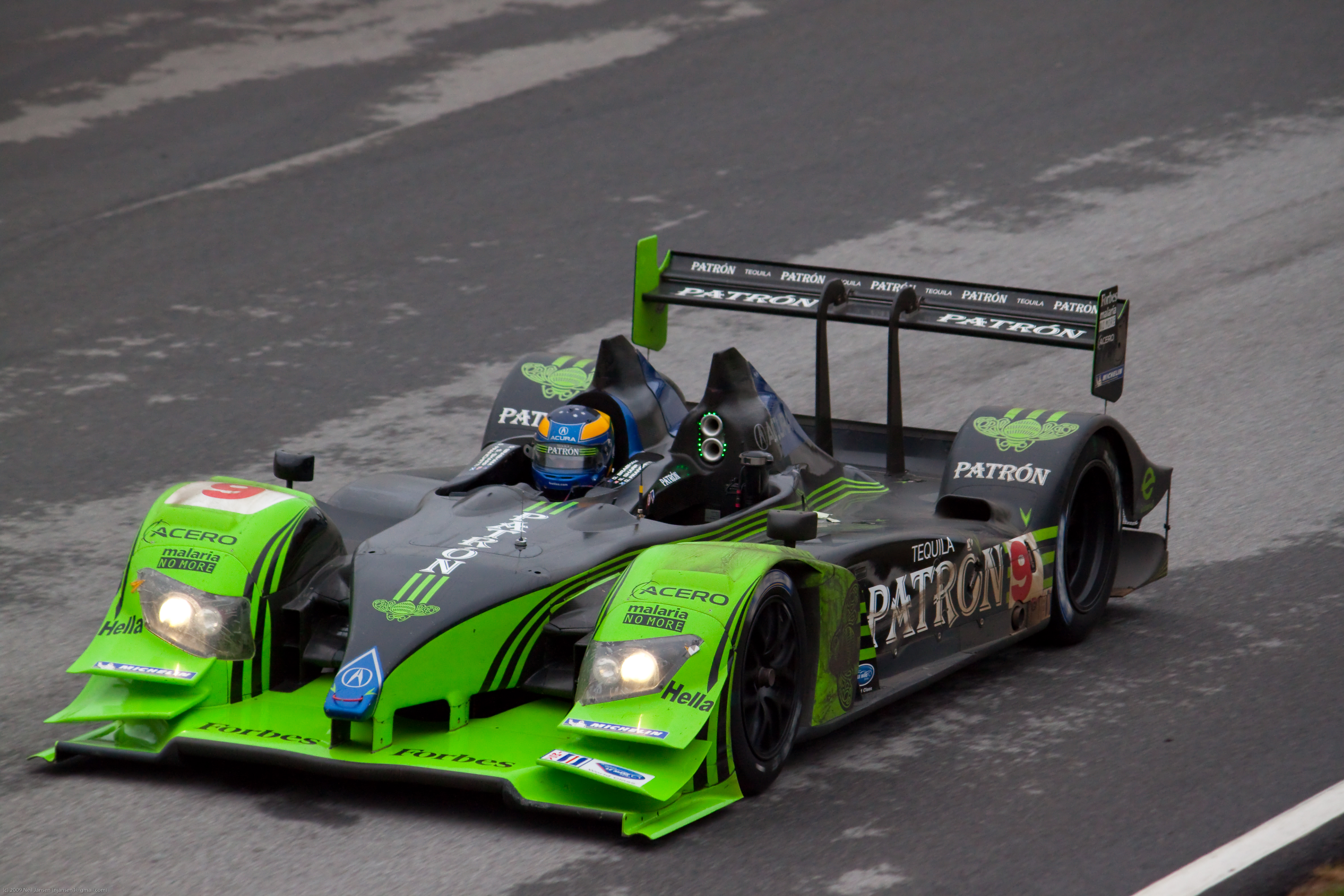
David a 2009-es Petit Le Mans-on

- Le Mans-i 24 órás autóverseny
  - Győzelem: 2009
    - Második: 2003
- Amerikai Le Mans-széria
  - Bajnok: 2009 (P1), 2010 (LMP)
- Spa-i 24 órás autóverseny
  - Győzelem: 1991
- Brit Formula–3-as bajnokság
  - Bajnok: 1989
- Makaói Formula–3-as nagydíj
  - Győztes: 1989
- Petit Le Mans
  - Győzelem: 1999

## Eredményei
Teljes Formula–1-es eredménysorozata
(Táblázat értelmezése)

(Félkövér: pole-pozícióból indult; dőlt: leggyorsabb kört futott) 

| Év   | Csapat                    | 1      | 2      | 3      | 4      | 5      | 6      | 7      | 8      | 9      | 10     | 11     | 12     | 13     | 14     | 15     | 16     | Helyezés | Pont |
| ---- | ------------------------- | ------ | ------ | ------ | ------ | ------ | ------ | ------ | ------ | ------ | ------ | ------ | ------ | ------ | ------ | ------ | ------ | -------- | ---- |
| 1990 | Motor Racing Developments | USA    | BRA    | SMR NK | MON Ki | CAN NK | MEX Ki | FRA 15 | GBR NK | GER Ki | HUN NK | BEL Ki | ITA NK | POR Ki | ESP NK | JPN Ki | AUS Ki | HN       | 0    |
| 1994 | Simtek                    | BRA 12 | PAC Ki | SMR Ki | MON Ki | ESP 10 | CAN 14 | FRA Ki | GBR 15 | GER Ki | HUN 11 | BEL Ki | ITA Ki | POR Ki | EUR Ki | JPN 12 | AUS Ki | HN       | 0    |

Teljes eredménylistája a nemzetközi Formula–3000-es sorozaton
(Táblázat értelmezése)

(Félkövér: pole-pozícióból indult; dőlt: leggyorsabb kört futott) 

| Év   | Csapat          | 1     | 2     | 3      | 4     | 5   | 6   | 7   | 8   | 9   | 10  | Helyezés | Pont |
| ---- | --------------- | ----- | ----- | ------ | ----- | --- | --- | --- | --- | --- | --- | -------- | ---- |
| 1991 | Roni Motorsport | VAL 7 | PAU 7 | JER 11 | MUG 9 | PER | HOC | BRH | SPA | BUG | NOG | HN       | 0    |

Le Mans-i 24 órás autóverseny
| Év   | Csapat                 | Autó                  | Csapattárs            | Csapattárs         | Helyezés | Kiesés oka |
| ---- | ---------------------- | --------------------- | --------------------- | ------------------ | -------- | ---------- |
| 1992 | Toyota Team Tom’s      | Toyota TS010          | Geoff Lees            | Katajama Ukjó      | Kiesett  | Motorhiba  |
| 1993 | TWR Jaguar Racing      | Jaguar XJ220C         | John Nielsen          | David Coulthard    | Kizárás  |            |
| 1996 | Gulf Racing            | McLaren F1 GTR LM     | Pierre-Henri Raphanel | Lindsay Owen-Jones | 5.       |            |
| 1997 | David Price Racing     | Panoz Esperante GTR-1 | Perry McCarthy        | Doc Bundy          | Kiesett  | ?          |
| 1998 | Panoz Motorsports Inc. | Panoz Esperante GTR-1 | Andy Wallace          | Jamie Davies       | 7.       |            |
| 1999 | Panoz Motorsports Inc. | Panoz LMP-1           | Éric Bernard          | Butch Leitzinger   | 7.       |            |
| 2000 | Panoz Motorsport       | Panoz LMP-1           | Jan Magnussen         | Mario Andretti     | 15.      |            |
| 2001 | Panoz Motorsport       | Panoz LMP-1           | Jan Magnussen         | Franck Lagorce     | Kiesett  | ?          |
| 2002 | Panoz Motorsport       | Panoz LMP-1           | Jan Magnussen         | Bryan Herta        | Kiesett  | Motorhiba  |
| 2003 | Team Bentley           | Bentley Exp Speed 8   | Johnny Herbert        | Mark Blundell      | 2.       |            |
| 2004 | Zytek Engineering Ltd. | Zytek 04S             | Andy Wallace          | Hayanari Shimoda   | Kiesett  | Motorhiba  |
| 2005 | Aston Martin Racing    | Aston Martin DBR9     | Stéphane Sarrazin     | Darren Turner      | 9.       |            |
| 2006 | Team Modena            | Aston Martin DBR9     | Antonio García        | Nelson Piquet jr.  | 9.       |            |
| 2007 | Aston Martin Racing    | Aston Martin DBR9     | Rickard Rydell        | Darren Turner      | 5.       |            |
| 2008 | Aston Martin Racing    | Aston Martin DBR9     | Antonio García        | Darren Turner      | 13.      |            |
| 2009 | Peugeot Sport Total    | Peugeot 908 HDi FAP   | Alexander Wurz        | Marc Gené          | Győzelem |            |
| 2010 | Highcroft Racing       | Acura ARX-01C         | Marco Werner          | Marino Franchitti  | 25.      |            |

## Fordítás
- Ez a szócikk részben vagy egészben  a   David Brabham című angol Wikipédia-szócikk fordításán alapul.  Az eredeti cikk szerkesztőit annak laptörténete sorolja fel. Ez a jelzés csupán a megfogalmazás eredetét és a szerzői jogokat jelzi, nem szolgál a cikkben szereplő információk forrásmegjelöléseként.